# 杉並区立天沼小学校
杉並区立天沼小学校（すぎなみくりつ あまぬましょうがっこう）は、東京都杉並区天沼2丁目にある公立小学校。

## 歴史

### 沿革
- 2008年（平成20年）
  - 4月1日 - 杉並区立杉並第五小学校と杉並区立若杉小学校が統合し、開校。杉並区初の統合新校である[1]。同日、PTA発足。
  - 4月6日 - 開校記念式典挙行。
  - 6月11日 - 開校記念児童集会。
  - 9月1日 -  学校支援本部（あまぬまワンダラーズ）発足。
  - 11月1日 - 開校記念祝賀会開催。
- 2010年（平成22年）4月1日 - 学校運営協議会発足。
- 2011年（平成23年）
  - 1月11日 - 新校舎へ移転。
  - 2月10日 - 新校舎落成記念式典挙行。
- 2012年（平成24年）
  - 6月12日 - 開校五周年記念児童集会。
  - 9月2日 - 同窓会発足。
  - 11月18日 - 開校5周年記念祝賀会開催。
- 2015年（平成27年）
  - 4月1日 - 杉並区教育委員会研究推進事業『タブレットPCに関わる研究』実施。
  - 9月1日 - 5学年・6学年児童に1人1台Windowsのタブレット計180台導入。特別支援学級に1人1台のiPad計18台導入。
- 2016年（平成28年） -  4学年児童1人1台Windowsタブレット導入。
- 2017年（平成29年）
  - 4月1日 - 特別支援教室（あまぬま教室）開設。
  - 11月18日 - 開校10周年記念式典挙行。

### 歴代校長
1. 中島豊
2. 福田晴一
3. 松野泰一
4. 薩摩博之（現職）

## 学校教育目標
- よく考える子 -  Head（意欲をもって、自ら学ぶ子）
- 思いやりのある子 -  Heart（人へのやさしさと自分への強さをもった子ども）
- たくましい子 - Health（心身ともに健康で最後までやりぬく子ども）[1]

## 学区
- 天沼1 - 3丁目、上荻1丁目、清水1丁目（1～19）、本天沼2丁目（1～12・15・18～20）・3丁目（1～7・11）[2]

## 学校周辺
- 天沼三丁目公園
- テンダーラビング保育園
- 杉並区立天沼中学校
- 杉並区立天沼保育園
- 天沼弁天池公園
- 日本大学第二中学校・高等学校

## アクセス
- 関東バス「阿02」・「荻04」・「荻05」・「荻06」・「荻07」の各系統で、「天沼小学校」バス停下車後、
  - 校門（正門）まで、徒歩約130m・約2分。
  - 校門（裏門）まで、徒歩約60m・約1分。
- JR東日本中央線・東京メトロ丸ノ内線荻窪駅から、上述の関東バスに乗車し、「天沼小学校」バス停下車。
- JR東日本中央線阿佐ケ谷駅から、上述の関東バス「阿02」系統に乗車し、「天沼小学校」バス停下車。
- 西武鉄道新宿線鷺ノ宮駅から、上述の関東バス「荻06」・「荻07」の各系統に乗車し、「天沼小学校」バス停下車。
- 西武鉄道池袋線・豊島線・西武有楽町線、都営地下鉄大江戸線練馬駅から、上述の関東バス「荻07」系統に乗車し、「天沼小学校」バス停下車。
- 西武鉄道池袋線中村橋駅から、上述の関東バス「荻06」各系統に乗車し、「天沼小学校」バス停下車。

## 出身者
旧杉並第五小学校
- 野際陽子（女優）
- 角川春樹（実業家・映画監督）

旧若杉小学校
- 野上結貴（サッカー選手）

天沼小学校
- 塚田恵梨花（女流棋士）